# Sasin Spraymaster
Die Sasin SA-29 Spraymaster war ein Agrarflugzeug des australischen Herstellers Sasin Aircraft Service.

## Geschichte und Konstruktion
In den 1960er-Jahren umfasste die australische Agrarflugzeugflotte vorwiegend Maschinen, die aus Flugzeugen des Zweiten Weltkriegs umgebaut worden waren und nun ersetzt werden mussten. Sasin Aircraft Service, Betreiber einer de Havilland Tiger Moth, die für den Einsatz als Agrarflugzeug umgebaut wurde, beschloss de Havilland Canada DHC-1 Chipmunks für die landwirtschaftliche Nutzung umzubauen. Die Umbauten wurden von Aerostructures in Bankstown, NSW vorgenommen.
Die Änderungen beinhalteten einen neu gestalteten Rumpf, in welchem sich ein Chemikalienbehälter mit 227 l Füllmenge statt des vorderen Sitzes befand. An Stelle des hinteren Sitzes wurde ein völlig neu gestaltetes einsitziges Cockpit eingebaut. Unter dem vorderen Rumpfabschnitt wurde eine durch den Luftstrom betriebene Sprüheinrichtung montiert. Der Pilot saß nun 28 cm höher als in den ursprünglichen Flugzeugen. Die Tragflächenenden wurden überarbeitet, wodurch die Überziehgeschwindigkeit verringert werden konnte. Der ursprüngliche de-Havilland-Gipsy-Major-Motor der Chipmunk wurde beibehalten, aber der ursprüngliche Metallpropeller wurde durch einen leichteren Holzpropeller ersetzt.
Der Prototyp flog erstmals Mitte 1965 und erhielt die Musterzulassung und das Lufttüchtigkeitszeugnis am 1. September 1965. Am darauffolgenden Tag wurde die Maschine jedoch bei einem Flugunfall zerstört Zwei weitere Chipmunk wurden umgebaut, von denen eine 1970 abstürzte. Die letzte Spraymaster wurde Mitte der 2000er-Jahre restauriert und von da an als Warbird verwendet.
Eine weitere Version mit einem 500-l-Chemikalienbehälter und einem 210 PS starken Continental IO-360-Motor – die SA-29 Mk. 2 – sowie größere Flugzeuge mit vier Sitzplätzen und einer Zuladung von einer Tonne wurden entworfen, verließen jedoch das Reißbrett nicht.

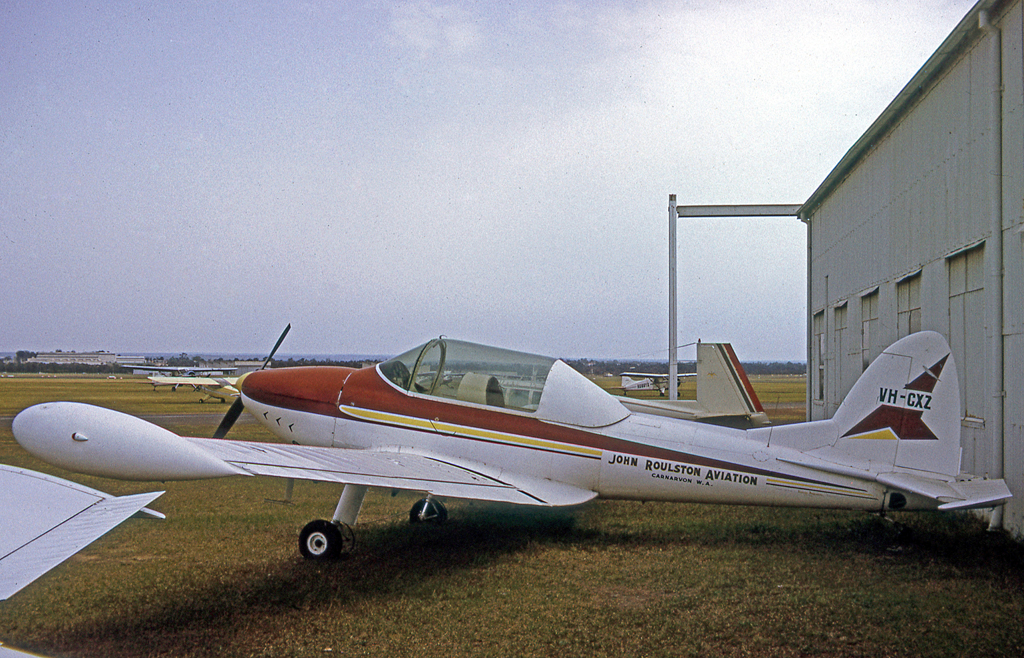
Einziges Exemplar der Sundowner

Auch ein zweisitziger Umbau – die Aerostructures SA29 Sundowner – erfolgte in einem Exemplar mit neuem Cockpit und vielen Modifikationen, die von der Spraymaster übernommen wurden. Zusätzlich besaß diese Maschine auch Flügelspitzentanks.

## Technische Daten
| Kenngröße             | Daten (DHC-1 Chipmunk)                           |
| --------------------- | ------------------------------------------------ |
| Besatzung             | 1                                                |
| Länge                 | 7,75 m                                           |
| Spannweite            | 10,47 m                                          |
| Höhe                  | 2,1 m                                            |
| Flügelfläche          | 16 m²                                            |
| Flügelstreckung       | 6,9                                              |
| Leermasse             | 646 kg                                           |
| max. Startmasse       | 1043 kg                                          |
| Reisegeschwindigkeit  | 138 km/h                                         |
| Höchstgeschwindigkeit | 217 km/h                                         |
| Dienstgipfelhöhe      | 5200 m                                           |
| Reichweite            | 445 km                                           |
| Triebwerke            | 1 × de Havilland Gipsy Major 10 Mk. 1 mit 108 kW |